# Herbert Louis (Geograph)
Herbert Louis (* 12. März 1900 in Berlin; † 11. Juli 1985 in München) war ein deutscher Geograph.

## Werdegang
Herbert Louis studierte Geografie, Geologie und Physik in Berlin. 1923 begleitete er Ernst Nowack zu Forschungen in Albanien. 1925 wurde er mit einer landeskundlichen Arbeit über Albanien in Berlin bei Albrecht Penck promoviert. Kartographische Aufnahmen von Louis ermöglichten 1928 die Herausgabe einer Karte Albaniens im Maßstab 1:200.000. 1926 bis 1928 unternahm er geomorphologische Forschungen in Bulgarien, die zur Grundlage seiner Habilitation in Berlin 1930 wurden.
Louis war ab 1935 ordentlicher Professor in Ankara, wo er das Geographische Institut aufbaute. 1943 wechselte er (als Nachfolger von Franz Thorbecke) an die Universität zu Köln. 1952 wurde er Professor und Direktor des Geographischen Instituts an der Universität München. 1965/66 war er als Gastprofessor erneut in Ankara tätig. 1968 wurde er emeritiert.
Neben Geomorphologie (zum Beispiel Rumpftreppen oder Piedmondtreppen) befasste er sich mit der Geographie der Türkei und Südosteuropas (Bulgarien, Albanien), besonders mit der Quartär-Geschichte der Türkei. Er verfasste ein Lehrbuch der Geomorphologie.

## Auszeichnungen
Louis war Ehrenmitglied der Deutschen Quartärvereinigung sowie Mitglied der Leopoldina und der Bayerischen Akademie der Wissenschaften.
- 1953 Silberne Carl‐Ritter‐Medaille der Gesellschaft für Erdkunde zu Berlin

- 1978 Goldene Ferdinand‐von‐Richthofen‐Medaille der Berliner Gesellschaft

## Schriften
- Albanien. Eine Landeskunde vornehmlich auf Grund eigener Reisen. Verlag von J. Engelhorns Nachfolgern in Stuttgart, Berlin 1927.
- Morphologische Studien in Südwest-Bulgarien. Engelhorn, Stuttgart, 1930.
- Glazialmorphologische Studien in den Gebirgen der britischen Inseln. Engelhorn, Stuttgart 1934.
- Das natürliche Pflanzenkleid Anatoliens, geographisch gesehen, Geographische Abhandlungen, 3. Reihe, Heft 12, Stuttgart, Engelhorn 1939.
- Allgemeine Geomorphologie (unter Mitarbeit von Klaus Fischer, Bild- und Textteil), 3. Auflage, de Gruyter 1968 (Lehrbuch der allgemeinen Geographie, begründet von Erich Obst, Band 1).